# Gamasellus tasmanicus
Gamasellus tasmanicus är en spindeldjursart som först beskrevs av Womersley 1956.  Gamasellus tasmanicus ingår i släktet Gamasellus och familjen Ologamasidae. Inga underarter finns listade i Catalogue of Life.